# WWE World Heavyweight Championship

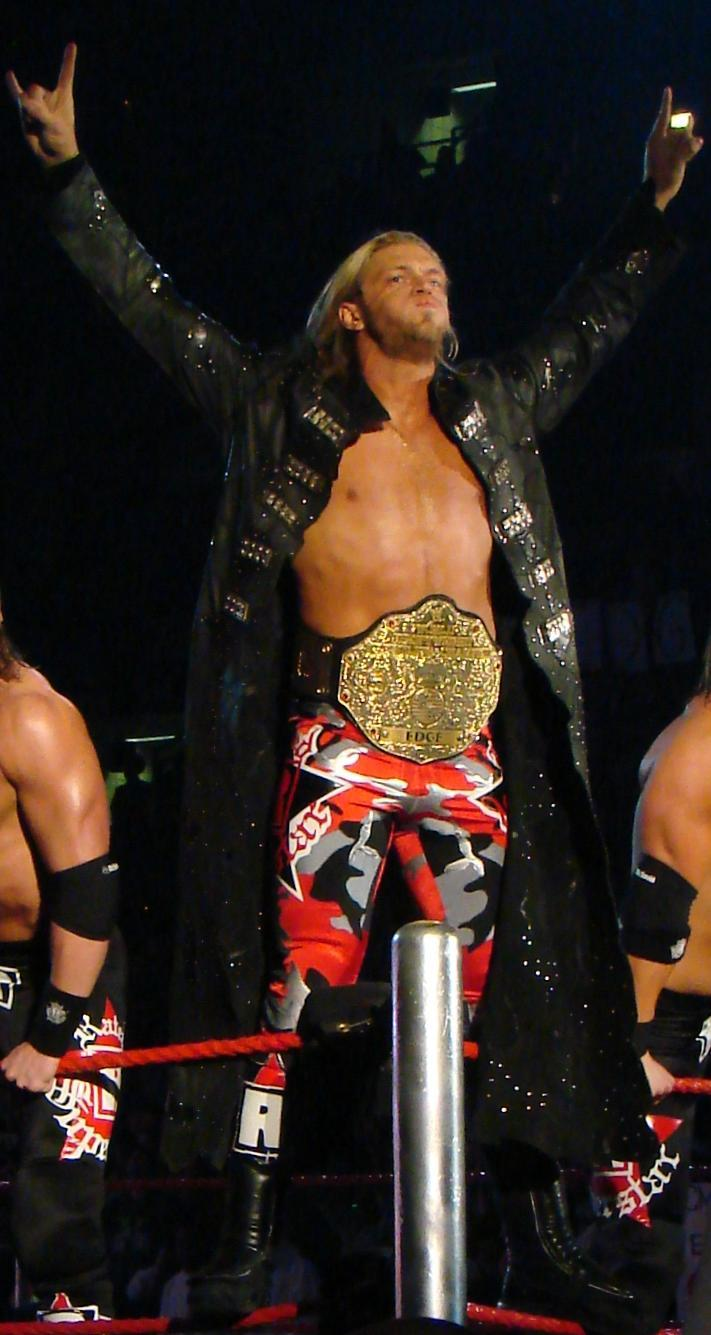
Edge este luptatorul cu cele mai multe centuri (7)

World Heavyweight Championship (WWE) este  titlul suprem de campion din WWE. Ultimul campion a fost Brock ￼￼Lesnar ￼￼￼￼când l-a învins pe John Cena la SummerSlam în 2014. După mai bine de 9 ani în anul 2023 Triple H  a dezvăluit noua centura la categoria grea in data de 24 aprilie 2023. Primul campion de la reînființare a fost Seth Rollins.În prezent centura este deținută de Damien Priest dupa ce încasat servita la Wrestlemania 40.

## Istorie
În august 2002, după ce Brock Lesnar câștigă titlul WWE Undisputed Championship, semnă un contract în care își va apăra titlul în Smackdown!. Era neapărat nevoie ca RAW-ul să aibă o centură mondială. Managerul general al RAW-ului Eric Bichoff a introdus World Heavyweight championship și a decis ca acesta să fie principalul titlu din RAW. Această centură a fost reprezentată ca Big Gold Belt, urmașul centurilor ce au reprezentat NWA Championship și mai târziu WCW Championship. Primul campion din istorie a fost Triple H care a ajuns să fie "primul om care a pus mână pe centură" cu ajutorul fizicului sau impresionant. Suplimentar a reușit să ia și titlul WWE făcând titlul Undisputed. În martie 2003, a fost înlocuită cu o alta similară care a caracterizat un WWE Logo în topul celor mai tari centuri. Titlul World Heavyweight a rămas în RAW până pe 6 iunie 2005 cu ajutorul Draftului special. Campionul WWE, John Cena a fost transferat în RAW, rezultat în care RAW-ul avea două centuri mondiale. Un singur lucru mai era de făcut, să-l trimită pe Batista în Smackdown! cu titlul World Heavyweight pe 30 iunie 2005.
La TLC 2013, Randy Orton l-a învins pe John Cena unificând titlu cu cel WWE Championship.

### Pen-ultimul Campion 2009
Penultimul campion a fost CM Punk

### Ultimul Campion 2007
Ultimul Campion 2007 a fost Edge.
Ultimul campion a fost John Cena.

### Pen-ultimul Campion 2007
Pen-Ultimul Campion 2007 a fost Undertaker .

### Ultimul Campion 2006
Ultimul Campion 2006 a fost Batista.

### Dețineri
Din martie 25, 2025.
| #  | Wrestler        | Număr de dețineri | Data               | Durată (zile) | Eveniment                     | Detalii suplimentare                                                                                            |
| -- | --------------- | ----------------- | ------------------ | ------------- | ----------------------------- | --- |
| 1  | Triple H        | 1                 | 2 septembrie 2002  | 76            | Raw Zone                      | Acordat de catre Eric Bischoff.                                                                                 |
| 2  | Shawn Michaels  | 1                 | 17 noiembrie 2002  | 28            | Survivor Series               | I-a învins pe Triple H, Booker T, Kane, Chris Jericho si RVD într-un Elimination Chamber Match.                 |
| 3  | Triple H        | 2                 | 15 decembrie 2002  | 280           | Armageddon                    | A fost un Three Stages of Hell match.                                                                           |
| 4  | Goldberg        | 1                 | 21 septembrie 2003 | 84            | Unforgiven                    | A fost un meci cariera vs titlu.                                                                                |
| 5  | Triple H        | 3                 | 14 decembrie 2003  | 91            | Armageddon                    | I-a învins pe Goldberg si Kane.                                                                                 |
| 6  | Chris Benoit    | 1                 | 14 martie 2004     | 154           | WrestleMania XX               | I-a învins pe Triple H si Shawn Michaels.                                                                       |
| 7  | Randy Orton     | 1                 | 15 august 2004     | 28            | Summerslam                    | |
| 8  | Triple H        | 4                 | 12 septembrie 2004 | 85            | Unforgiven                    | |
| —  | Abandonat       | —                 | 6 decembrie 2004   | —             | Raw Zone                      | |
| 9  | Triple H        | 5                 | 9 ianuarie 2005    | 84            | New Year's Revolution         | I-a învins pe Chris Benoit, Randy Orton, Edge, Chris Jericho si Batista într-un Elimination Chamber Match.      |
| 10 | Batista         | 1                 | 3 aprilie 2005     | 282           | WrestleMania 21               | |
| —  | Abandonat       | —                 | 10 ianuarie 2006   | —             | Friday Night SmackDown!       | Din cauza unei accidentari a lui Batista.                                                                       |
| 11 | Kurt Angle      | 1                 | 10 ianuarie 2006   | 82            | Friday Night SmackDown        | Câștigând o 20-Battle Royal                                                                                     |
| 12 | Rey Mysterio    | 1                 | 2 aprilie 2006     | 112           | WrestleMania 22               | I-a învins pe Kurt Angle si Randy Orton                                                                         |
| 13 | King Booker     | 1                 | 23 iulie 2006      | 126           | The Great American Bash       | |
| 14 | Batista         | 2                 | 26 decembrie 2006  | 126           | Survivor Series               | |
| 15 | The Undertaker  | 1                 | 1 aprilie 2007     | 37            | WrestleMania 23               | |
| 16 | Edge            | 1                 | 8 mai 2007         | 70            | Friday Night SmackDown!       | A folosit servieta Banii in banca                                                                               |
| —  | Abandonat       | —                 | 17 iulie 2007      | —             | Friday Night SmackDown!       | Din cauza unei accidentari a lui Edge.                                                                          |
| 17 | The Great Khali | 1                 | 17 iulie 2007      | 61            | Friday Night SmackDown!       | A castigat o 20-Battle Royal                                                                                    |
| 18 | Batista         | 3                 | 16 septembrie 2007 | 91            | Unforgiven                    | Ia-u învins pe Khali si Rey Mysterio                                                                            |
| 19 | Edge            | 2                 | 16 decembrie 2007  | 105           | Armageddon                    | I-a învins pe Batista si The Undertaker                                                                         |
| 20 | The Undertaker  | 2                 | 30 martie 2008     | 30            | WrestleMania XXIV             | |
| —  | Abandonat       | —                 | 29 aprilie 2008    | —             | Friday Night SmackDown!       | Prin-tro decizie a lui Vikie Guerrero pentru ca Taker la castigan folosind o manevra interiza Hell's Gate.      |
| 21 | Edge            | 3                 | 1 iunie 2008       | 29            | One Night Stand               | A fost un meci TLC                                                                                              |
| 22 | CM Punk         | 1                 | 30 iunie 2008      | 69            | Raw Zone                      | Punk a folosit servieta sa Money in the Bank                                                                    |
| 23 | Chris Jericho   | 1                 | 7 septembrie 2008  | 49            | Unforgiven                    | I-a invis pe Batista, Rey Mysterio, Kane si JBL in-trun Championship Scramble de 20 de minute                   |
| 24 | Batista         | 4                 | 26 octombrie 2008  | 8             | Cyber Sunday                  | Stone Cold Steve Austin a fost arbitrul special                                                                 |
| 25 | Chris Jericho   | 2                 | 3 noiembrie 2008   | 20            | RAW's 800th Episode           | A fost un Steel Cage Match                                                                                      |
| 26 | John Cena       | 2                 | 23 noiembrie 2008  | 84            | Survivor Series               | |
| 27 | Edge            | 4                 | 15 februarie 2009  | 49            | No Way Out                    | I-a invis pe John Cena, Chris Jericho, Rey Mysterio, Kane si Mike Knox in-trun Elimination Chamber Match        |
| 28 | John Cena       | 2                 | 5 aprilie 2009     | 21            | WrestleMania 25               | I-a invis pe Edge si Big Show                                                                                   |
| 29 | Edge            | 5                 | 26 aprilie 2009    | 42            | Backlash                      | In-trun Last Man Standing Match                                                                                 |
| 30 | Jeff Hardy      | 1                 | 7 iunie 2009       | 0             | Extreme Rules                 | In-trun Ladder Match                                                                                            |
| 31 | CM Punk         | 2                 | 7 iunie 2009       | 49            | Extreme Rules                 | A incasat servieta Banii in Banca                                                                               |
| 32 | Jeff Hardy      | 2                 | 26 iulie 2009      | 28            | Night of Champions            | |
| 33 | CM Punk         | 3                 | 23 august 2009     | 42            | Summerslam                    | In-trun TLC Match                                                                                               |
| 34 | The Undertaker  | 3                 | 4 octombrie 2009   | 140           | Hell in a Cell                | In-trun Hell in a Cell Match                                                                                    |
| 35 | Chris Jericho   | 3                 | 21 februarie 2010  | 37            | Elimination Chamber           | I-a invins pe The Undertaker, CM Punk, Rey Mysterio, John Morrison si R-Truth in-trun Elimination Chamber Match |
| 36 | Jack Swagger    | 1                 | 30 martie 2010     | 82            | Friday Night SmackDown!       | A incasat servieta Banii in Banca                                                                               |
| 37 | Rey Mysterio    | 2                 | 20 iunie 2010      | 28            | Fatal 4-Way                   | I-a invis pe Swagger, CM Punk si Big Show                                                                       |
| 38 | Kane            | 1                 | 18 iulie 2010      | 154           | Money in the Bank             | A folosit servieta sa SmackDown Money in The Bank                                                               |
| 39 | Edge            | 6                 | 19 decembrie 2010  | 58            | TLC: Tables, Ladders & Chairs | I-a invins pe Kane, Rey Mysterio si Alberto del Rio in-trun TLC Match                                           |
| —  | Abandonat       | —                 | 15 februarie 2011  | —             | Friday Night SmackDown!       | Prin-tro decizie a lui Vikie Guerrero pentru ca a folosit Spear, manevra care ia interzise                      |
| 40 | Dolph Ziggler   | 1                 | 15 februarie 2011  | 0             | SmackDown!'s 600th Episode    | Acordat de catre Vickie Guerrero dupa ce l-a declarat castigator in meciul cu Edge                              |
| 41 | Edge            | 7                 | 15 februarie 2011  | 56            | SmackDown!'s 600th Episode    | |
| —  | Abandonat       | —                 | 12 aprilie 2011    | —             | Friday Night SmackDown!       | Dupa retragerea lui Edge.                                                                                       |
| 42 | Christian       | 1                 | 1 mai 2011         | 2             | Extreme Rules                 | L-a invins pe Alberto del Rio in-trun Ladder Match                                                              |
| 43 | Randy Orton     | 2                 | 3 mai 2011         | 75            | Friday Night SmackDown!       | Emis pe 6 mai                                                                                                   |
| 44 | Christian       | 2                 | 17 iulie 2011      | 28            | Money in the Bank             | A castigat titlul prin descalificare                                                                            |
| 45 | Randy Orton     | 3                 | 14 august 2011     | 35            | Summerslam                    | In-trun No Holds Barred Match                                                                                   |
| 46 | Mark Henry      | 1                 | 18 septembrie 2011 | 91            | Night of Champions            | |
| 47 | Big Show        | 1                 | 18 decembrie 2011  | 0             | TLC: Tables, Ladders & Chairs | In-trun meci cu scaune                                                                                          |
| 48 | Daniel Bryan    | 1                 | 18 decembrie 2011  | 105           | TLC: Tables, Ladders & Chairs | A incasat servieta sa Banii in Banca                                                                            |
| 49 | Sheamus         | 1                 | 1 aprilie 2012     | 210           | WrestleMania XXVIII           | |
| 50 | Big Show        | 2                 | 28 octombrie 2012  | 72            | Hell in a Cell                | |
| 51 | Alberto del Rio | 1                 | 8 ianuarie 2013    | 90            | Friday Night SmackDown!       | A fost un Last Man Standing Match                                                                               |
| 52 | Dolph Ziggler   | 2                 | 8 aprilie 2013     | 69            | Monday Night RAW              | A incasat servieta Banii in Banca                                                                               |
| 53 | Alberto del Rio | 2                 | 16 iunie 2013      | 133           | Payback                       | |
| 54 | John Cena       | 3                 | 27 octombrie 2013  | 49            | Hell in a Cell                | |
| 55 | Randy Orton     | 4                 | 15 decembrie 2013  | 0             | TLC: Tables, Ladders & Chairs | A fost un TLC Match                                                                                             |

## Galerie cu campioni

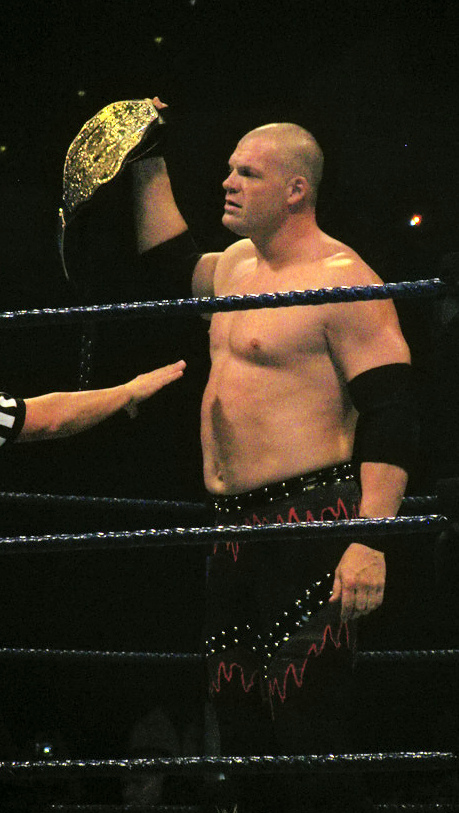
Kane
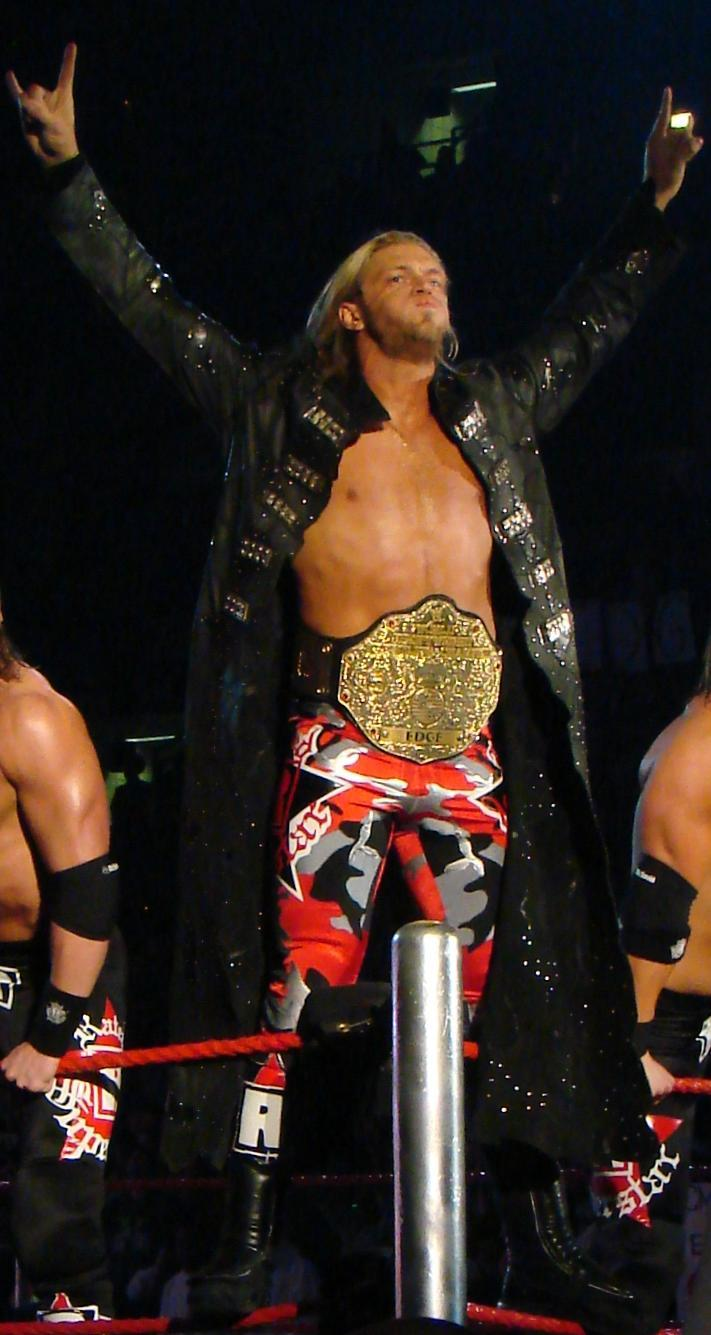
Edge
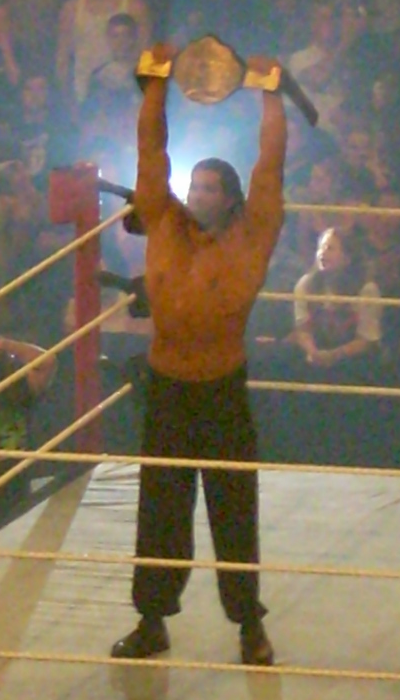
The Great Khali
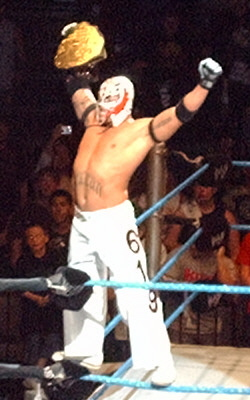
Rey Mysterio
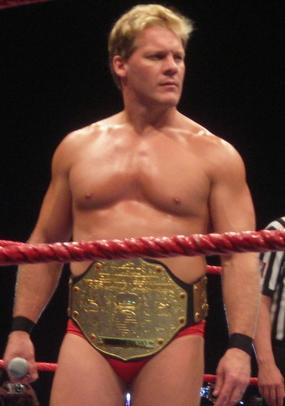
Chris Jericho
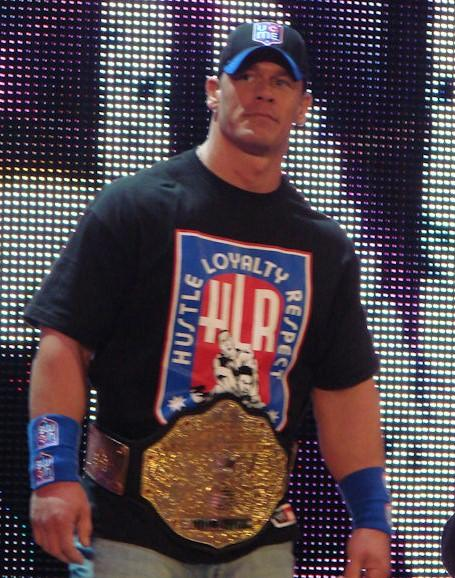
John Cena
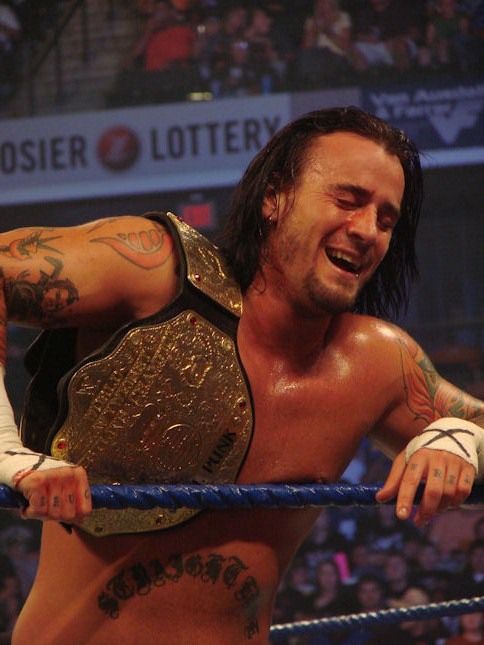
CM Punk